# Бури страсти
«Бури страсти» (нем.: «Stürme der Leidenschaft») — немецкий фильм 1931 года режиссёра Роберта Сиодмака с Эмиль Яннингс и Анной Стэн в главных ролях; последний фильм Анны Стен в Германии перед её эмиграцией Голливуд.
Фильм — предшественник фильмов-нуар: криминальная психологическая любовная драма; для режиссёра Роберта Сидомака фильм оценивается как решающий и переходный фильм в его творчестве на пути от поэтического реализма к клаустрофобно-тёмной стилизации.

## Сюжет
Густаву Бумке — мелкий берлинский мошенник, досрочно освобождается из тюрьмы. Он приходит к своей бывшей подруге Анне, которая из-за своего происхождения известна как «Русская-Анна». Густав уверен, что она любит его и ждала. Но Анна — обманщица, легкомысленная, соблазнительная и поверхностная. Её нынешний любовник — фотограф Ральф Крушевский, который также сделал её обнажённые фотографии.
Старые приятели Бумке предлагают ему участвовать в ограблении банка, но тот твёрдо решил порвать с преступным миром. Однако, обстоятельства складываются против него, и ради мехового манто для любимой он идёт на преступление, в то время как Анна снова изменяет ему с Ральфом. Узнав от друга Вилли об этом, Бумке до смерти избивает Ральфа.
Полиция, и так разыскивающая его за кражу, теперь уже преследует его за убийство. Бумке скрывается у Вилли, но тот только лишь мужчина, и попадает под чары Анны, которая решает, что Бумке будет только мешать и сдаёт его полиции. Окружённый полицией Бумке убивает Вилли, но что-либо сделать погубившей его Анне не может — любовь к этой русской сильнее желания мести.

## В ролях
- Эмиль Яннингс — Густав Бумке
- Анна Стэн — «Русская Анна»
- Труде Хестерберг — Ивона
- Франц Никлиш — Вилли Праванцки
- Антон Поинтнер — Ральф Крушевский
- Отто Вернике — комиссар Гебель
- Герман Валлентин — начальник тюрьмы
- Ханс Деппе — Нюшлер

## Критика
Яннингс, один из величайших актёров фильма, показал удивительное достижение. Огромный масштаб его выразительных возможностей должен поражать снова и снова, от уютного спокойствия до бурной страсти, мстительности, презрения, всё, что есть в широком царстве человеческих ощущений, проявляется в игре этого художника. (…) Анна Стен знает роль дрейфующей женщины, для которой мужчины — всего лишь игрушки, чтобы сделать её достоверной.— австрийская газета «Film-Zeitung» от 30 января 1932 года